# Saint-Firmin (Nièvre)
Saint-Firmin – miejscowość i gmina we Francji, w regionie Burgundia-Franche-Comté, w departamencie Nièvre.
Według danych na rok 1990 gminę zamieszkiwało 116 osób, a gęstość zaludnienia wynosiła 11 osób/km² (wśród 2044 gmin Burgundii Saint-Firmin plasuje się na 794. miejscu pod względem liczby ludności, natomiast pod względem powierzchni na miejscu 893.).